# Matteo Schiavone
Matteo Schiavone (Salerno, 1º aprile 1900 – Salerno, 11 giugno 1984) è stato un calciatore e allenatore di calcio italiano, di ruolo portiere.
È stato uno dei soci fondatori della Salernitana nonché primo allenatore del club in un campionato nazionale e primo ad aver vinto un campionato con i campani.

## Biografia
Tra i principali promotori della rinascita del calcio a Salerno dopo la prima guerra mondiale, e uno dei 10 soci fondatori della Salernitana. Schiavone era stato anche un calciatore, e giocava come portiere nell'FBC Campania nel 1915, squadra di calcio di Salerno che si sciolse per via della guerra.
Quando, nel 1919, la Salernitana fu fondata, venne designato come allenatore Vincenzo Giordano. Alla sua morte, avvenuta nell'agosto del 1919, l'incarico venne assunto da Schiavone, che riuscì a vincere il campionato di Promozione 1919-1920 e a portare la Salernitana in massima serie.

## Caratteristiche tecniche

### Giocatore
Giocava come portiere.

## Carriera
È stato il primo allenatore della Salernitana, alla sua guida fino al 1921 vincendo il campionato di Promozione 1919-1920 primo campionato vinto dal club.

### Giocatore

#### Club
Era il portiere dell'FBC Campania nel 1915.

## Statistiche

### Presenze e reti nei club
| Stagione        | Squadra         | Campionato      | Campionato | Campionato | Coppe nazionali | Coppe nazionali | Coppe nazionali | Totale | Totale |
| Stagione        | Squadra         | Comp            | Pres       | Reti       | Comp            | Pres            | Reti            | Pres   | Reti   |
| --------------- | --------------- | --------------- | ---------- | ---------- | --------------- | --------------- | --------------- | ------ | ------ |
| 1915            | FBC Campania    | ?               | ?          | -?         | ?               | ?               | -?              | ?      | -?     |
| Totale carriera | Totale carriera | Totale carriera | ?          | ?          |                 | ?               | -?              | ?      | -?     |

### Statistiche da allenatore
| Stagione  | Squadra     | Campionato | Campionato | Campionato | Campionato | Campionato | Coppe nazionali | Coppe nazionali | Coppe nazionali | Coppe nazionali | Coppe nazionali | Coppe continentali | Coppe continentali | Coppe continentali | Coppe continentali | Coppe continentali | Altre coppe | Altre coppe | Altre coppe | Altre coppe | Altre coppe | Totale | Totale | Totale | Totale | % Vittorie |
| Stagione  | Squadra     | Comp       | G          | V          | N          | P          | Comp            | G               | V               | N               | P               | Comp               | G                  | V                  | N                  | P                  | Comp        | G           | V           | N           | P           | G      | V      | N      | P      | %          |
| --------- | ----------- | ---------- | ---------- | ---------- | ---------- | ---------- | --------------- | --------------- | --------------- | --------------- | --------------- | ------------------ | ------------------ | ------------------ | ------------------ | ------------------ | ----------- | ----------- | ----------- | ----------- | ----------- | ------ | ------ | ------ | ------ | ---------- |
| 1919-1920 | Salernitana | P          | 9          | 8          | 0          | 1          | -               | -               | -               | -               | -               | -                  | -                  | -                  | -                  | -                  | -           | -           | -           | -           | -           | 9      | 8      | 0      | 1      | 88,89      |
| 1920-1921 | Salernitana | PC         | 6          | 0          | 0          | 6          | -               | -               | -               | -               | -               | -                  | -                  | -                  | -                  | -                  | -           | -           | -           | -           | -           | 6      | 0      | 0      | 6      | 0,0        |

## Palmarès

### Allenatore

#### Club

##### Competizioni nazionali
- Promozione: 1

Salernitana: 1919-1920